# Distretto di Gokwe nord
Il distretto di Gokwe nord è uno degli 8 distretti che compongono la provincia delle Midland, in Zimbabwe.
Ha una popolazione di 249.723 abitanti e una superficie di 7.268 Km²

## Demografia
| Anno (Censimento) | Popolazione (stima) |
| ----------------- | ------------------- |
| 2002              | 214.359             |
| 2012              | 240.352             |
| 2022              | 249.723             |